# Greaca, Giurgiu
Greaca este satul de reședință al comunei cu același nume din județul Giurgiu, Muntenia, România.
 Acest articol despre o localitate din județul Giurgiu este deocamdată un ciot. Puteți ajuta Wikipedia prin completarea lui.

Istoria comunei Greaca pe scurt pornește de la hanul unei grecoaice poziționat undeva la ieșirea din comună spre Troiță, zonă în care nu mai era nimic construit, deci daca doreai să pleci într-o călătorie mai lungă și trebuia să dormi, hanul grecoaicei era locul ideal de înnoptat aflat în drumul tău. Odată cu popularizarea hanului și din ce în ce mai multe persoane care veneau sau treceau prin zonă, inevitabil au apărut mai multe construcții în zonă, până când a luat naștere Greaca continuând să se dezvolte pe zi ce trece. Și astăzi Greaca continuă să se dezvolte și să reprezinte cel puțin o zona interesantă pentru investit. Exemplul perfect fiind Domeniul Greaca și Auto Jeton Greaca-Giurgiu.
Întrebări frecvente primite de localnici:
-Numele are vreo legătură cu Grecia ?
~Da, în trecut aici a fost un han al unei grecoaice.
-Daca întreb orice localnic cu ce se laudă acest sat, ce ar răspunde ?
~Hmmmm este greu de spus în mod sigur ce, dar cel mai probabil cu cât întrebi un om mai tânăr răspunsurile vor reprezenta lucruri actuale precum pensiunea prezentată mai sus, iar cu cât omul este mai bătrân, iți va spune de vinul renumit făcut din viile locului. Cel mai bine intri în vorba cu ei pentru a vedea.
-Cum sunt oamenii ?
~Oamenii sunt prietenoși și dornici sa îți sară în ajutor oricând, sunt oameni simplii cu vieți simple care au la superlativ bunătatea.
-Dacă vin în Greaca mă voi plictisi ?
~Dacă vii în Greaca vei putea face aproape orice, dacă vrei să te plictisești o poți face... oamenii din jur îți vor respecta decizia, dacă nu vrei să te plictisești , oamenii din jur te vor ajuta în asta sau o poți face de unul singur explorând zona.